# Whittlesey
Whittlesey – miasto w Anglii, w hrabstwie Cambridgeshire, w dystrykcie Fenland. Leży 43 km na północny zachód od miasta Cambridge i 117 km na północ od Londynu. W 2001 miasto liczyło 15 581 mieszkańców.